# チカラン線
チカラン線（インドネシア語: Commuter Line Cikarang）は、KAIコミューターが運営するインドネシアの通勤鉄道路線。旧称はチカラン環状線(インドネシア語: Lin Lingkar Cikarang)など。北ジャカルタのカンプンバンダン駅と西ジャワ州ブカシのチカラン駅を結ぶ。 路線図では青色で表示されている。 

## 概要
当路線は、ジャカルタの周辺都市の利用者がチカランからジャカルタ中心部へ行くための公共交通機関の1つである。以前は、ブカシ線およびブカシ・エクスプレス線と案内されていた。2015年には、チカラン環状線はジャカルタ首都圏のKRLコミューターラインの中で3番目に利用者の多い路線だった。
ジャカルタ・チカンペック・パダララン線の一部であり、オランダ領東インド時代では、バタヴィア(ジャカルタ) - チカンペック駅間はKrawanglijn  (オランダ語で カラワン線) と呼ばれ、北ジャワ本線の一部である。
環状線部であるジャティネガラ環状線は、ジャカルタ横断線に含まれている。

### 開業
バタヴィア東部鉄道会社（BOS）によってバタヴィア(ジャカルタ)からブカシまでが計画された。オランダ領東インド政府は、国有会社であるStaatsspoorwegen（SS）に、1885年11月2日から運営を委託することになった。一般向けに1887年3月31日にて開通した。1890年8月14日にチカランへ延伸し、その後 1891年6月21日にケドゥンゲデに、最終的に1898年3月20日にカラワンまで開通した。

### 電化と複線化(1922年)
複線化工事は 1922年から開始された。1922年6月24日、新聞「デ・プレアンガーボーデ」は 、当時はまだ橋の建設中であった複線化プロジェクトの進捗状況を報道した。 川にかかるケドゥンゲデ橋はドイツの鉄鋼工場から輸入した鉄骨を使用して建設され、建設作業にはオランダ人とドイツ人の技術者が従事した。
1925年4月6日、SSの設立50周年記念とバタヴィア-ミースター・コルネリス線の開業の一環として、パサール・セネン駅とタンジュン・プリオク駅に新駅舎が開業した。その後、複線化と電化工事は1929年10月8日にジャカルタ・コタ駅が開業した後、1930年にはバタヴィア線の複線化が完了した。1930年10月28日にカラワン駅の新駅舎が開業した。 

### 電化(1992年・2017年)
ジャボデタベック都市圏の通勤路線の運行区間延伸に関連して、PJKA(今のPT KAI)と運輸省は電化工事を再開した。 1988年5月13日時点では、ブカシ駅での土地買収は完了していなかった。その後ブカシ線（後のチカラン環状線）の車両基地の建設と駅の拡張へ利用された。  1992年にはブカシ駅までの電化設備の建設完了した。直流1,500Vによる架空電車線方式により電化がなされた。ブアラン駅、クレンダーバル駅、ラワベベック駅では駅舎も増築され、通勤鉄道の駅として利用されるようになった。1992年9月8日と10月8日にクランジのLAA変電所、1992年9月23日にジャティネガラ変電所、1992年11月27日にジャカルタ・コタ変電所がそれぞれ稼働して電化工事が完了した。
その後、2014年から2017年にかけてチカラン駅まで電化区間が延長された。電化工事の費用は2.3兆ルピアであり、2017年10月8日に供用が開始され開通した。

### 複線化の推進
特にブカシ駅からチカラン駅間において複線化が進められている。都市間列車と貨物列車が当路線と線路共有しているため、運行頻度を高めて運行を円滑に行うために線路を分離する必要があるためである。しかし、ジャティネガラからブカシ間は複線化により解消された。都市間輸送を推進するためにチカラン駅まで延伸する予定である。プルワカルタ・エクスプレスの運行区間の一部を (ジャカルタ・コタ～チカラン～プルワカルタ) を電車による運行へ置き換えるために運行されている。

### マンガライ駅改良工事による環状運転化
KAIコミューターは2022年5月21日、マンガライ駅改良工事の一環として、2022年5月28日までにチカラン線をチカラン環状線に改称すると発表し、 同線はジャカルタコタ駅までの運行を終了し、ボゴール線と運行が分離した。 ブカシまたはチカランからジャティネガラ駅に到着した電車は、カンプンバンダン駅（右回りまたは左回り）経由の環状運転でブカシまたはチカラン駅に戻るが、ループ(半周回)せずにアンケ駅またはカンプンバンダン駅止まりの列車もある。 マンガライ駅での乗客の混雑を受け、待ち時間を最小限にするため、2022年5月30日にマンガライ駅からアンケ駅またはカンプンバンダン駅への区間運用が開始された。

### カラワンへの延伸計画
ブディ・カルヤ・スマディ運輸大臣は、2025年か2026年にかけてカラワンまで延伸される可能性があると述べた。この計画は2019年からあったが、  COVID-19パンデミックのため中止された。カラワンまで延伸する計画では、架空電車線の設置、所要時間や乗車人数、延伸後の増備編成数などの条件を考慮する必要がある。リサル・ワサル運輸大臣は、カラワンまで延伸する計画については今のところ新たな発表はないと述べた。

## 運行

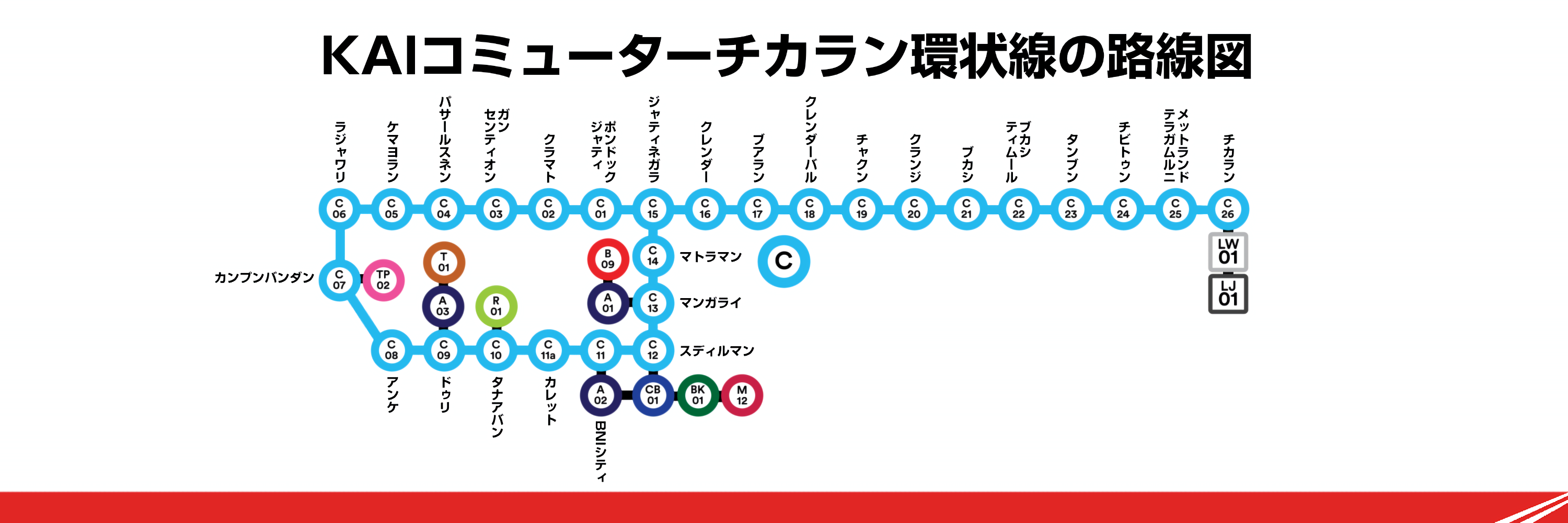
チカラン環状線の路線図。（日本語表記）

| 環状運転 | 駅 |
| -------- | --- |
| 半周回   | チカラン/ブカシ - ジャティネガラ - マンガライ - アンケ/カンプンバンダン                                |
| 右回り   | チカラン/ブカシ-ジャティネガラ - マンガライ - カンプンバンダン - ジャティネガラ - ブカシ/チカラン      |
| 左回り   | チカラン/ブカシ - ジャティネガラ - パーサル・スネン - カンプン バンダン - マンガライ - ブカシ/チカラン |

## 駅一覧
| 駅番号                      | 駅コード | 駅名                                                | 接続路線 | 所在地         | 所在地     |
| --------------------------- | -------- | --------------------------------------------------- | --- | -------------- | ---------- |
| ジャティネガラ駅 (C15) 方面 |          |                                                     | |                |            |
| C 01                        | POK      | ポンドックジャティ Pondok Jati                      | | 東ジャカルタ   | ジャカルタ |
| C 02                        | KMT      | クラマト Kramat                                     | | 中央ジャカルタ | ジャカルタ |
| C 03                        | GST      | ガンセンティオン Gang Sentiong                      | | 中央ジャカルタ | ジャカルタ |
| C 04                        | PSE      | パサール・スネン Pasar Senen                        | 右回り、ガンセンティオン駅方面の列車は通過 KAI線 トランスジャカルタ : - コリドアー2 - コリドアー2A - コリドアー7F - コリドアー14 - コリドアー5 - コリドアー5D Senen Bus Terminal (via short walk) | 中央ジャカルタ | ジャカルタ |
| C 05                        | KMO      | ケマヨラン Kemayoran                                | | 中央ジャカルタ | ジャカルタ |
| C 06                        | RJW      | ラジャワリ Rajawali                                 | | 中央ジャカルタ | ジャカルタ |
| C 07                        | KPB      | カンプン・バンタン Kampung Bandan                   | タンジュンプリオク線 (TP2) トランスジャカルタ : - コリドアー5 - コリドアー5D - コリドアー10H | 北ジャカルタ   | ジャカルタ |
| C 08                        | AK       | アンケ Angke                                        | | 西ジャカルタ   | ジャカルタ |
| C 09                        | DU       | ドゥリ Duri                                         | スカルノ・ハッタ空港線 タンゲラン線 (T1) | 西ジャカルタ   | ジャカルタ |
| C 10                        | THB      | タナアバン Tanah Abang                              | ランカスビトゥン線 (R1) | 中央ジャカルタ | ジャカルタ |
| C 11a                       | KAT      | カレット Karet                                      | | 中央ジャカルタ | ジャカルタ |
| C 11                        | SUDB     | BNIシティ BNI City スディルマン・バル Sudirman Baru | スカルノ・ハッタ空港線 | 中央ジャカルタ | ジャカルタ |
| C 12                        | SUD      | スディルマン Sudirman                               | ジャカルタMRT南北線 : ドゥクアタス駅 ジャボデベックLRT : ドゥクアタス駅 - ブカシ線 - チブブール線 トランスジャカルタ : - コリドアー1 - コリドアー4 - コリドアー6 - コリドアー6B - コリドアー13C   | 中央ジャカルタ | ジャカルタ |
| C 13                        | MRI      | マンガライ Manggarai                                | ボゴール線 (B9) スカルノ・ハッタ空港線 トランスジャカルタ : - コリドアー4 - コリドアー4D Manggarai Terminal (via short walk)                                                                      | 南ジャカルタ   | ジャカルタ |
| C 14                        | MTR      | マトラマン Matraman                                 | トランスジャカルタ : - コリドアー5 - コリドアー5C - コリドアー5D | 東ジャカルタ   | ジャカルタ |
| C 15                        | JNG      | ジャティネガラ Jatinegara                           | チラカン線 パサールスネン方面 KAI線 トランスジャカルタ : - コリドアー5 - コリドアー5C - コリドアー5D - コリドアー7F - コリドアー10 - コリドアー11                                                 | 東ジャカルタ   | ジャカルタ |
| C 16                        | KLD      | クレンダー Klender                                  | トランスジャカルタ : - コリドアー11 | 東ジャカルタ   | ジャカルタ |
| C 17                        | BUA      | ブアラン uaran                                      | トランスジャカルタ : - コリドアー11 | 東ジャカルタ   | ジャカルタ |
| C 18                        | KLDB     | クレンダーバル Klender Baru                         | トランスジャカルタ : - コリドアー11 | 東ジャカルタ   | ジャカルタ |
| C 19                        | CUK      | チャクン Cakung                                     | トランスジャカルタ : - コリドアー11D Pulogebang Bus Terminal (via 12 minutes' walk) | 東ジャカルタ   | ジャカルタ |
| C 20                        | KRI      | クランジ Kranji                                     | トランス・パトリオット : TP1 | ブカシ         | 西ジャワ州 |
| C 21                        | BKS      | ブカシ Bekasi                                       | KAI線 トランス・パトリオット: TP1 TP2 TP3 | ブカシ         | 西ジャワ州 |
| C 22                        | BKST     | ブカシ・ティムール Bekasi Timur                     | トランス・パトリオット: TP1 Bekasi Bus Terminal (via short walk) | ブカシ         | 西ジャワ州 |
| C 23                        | TB       | タンブン Tambun                                     | | ブカシ県       | 西ジャワ州 |
| C 24                        | CIT      | チビトゥン Cibitung                                 | | ブカシ県       | 西ジャワ州 |
| C 25                        | TLM      | メットランド・テラガムルニ Metland Telaga Murni     | | ブカシ県       | 西ジャワ州 |
| C 26                        | CKR      | チカラン駅 Cikarang                                 | KAI線 ワラハル線 ジャティルフル線 | ブカシ県       | 西ジャワ州 |

## 使用車両
現在の車両
- Seri 205 (元 JR東日本205系電車)
- Seri 203 (元 JR東日本203系電車)
- Seri 6000(元 東京地下鉄6000系電車)
- SFC120-V系(EA206系)

- ブカシ駅（英語版）に停車するSeri 205(元JR205系)

導入予定の車両
- CLI-225系 (EA207系)

過去の車両

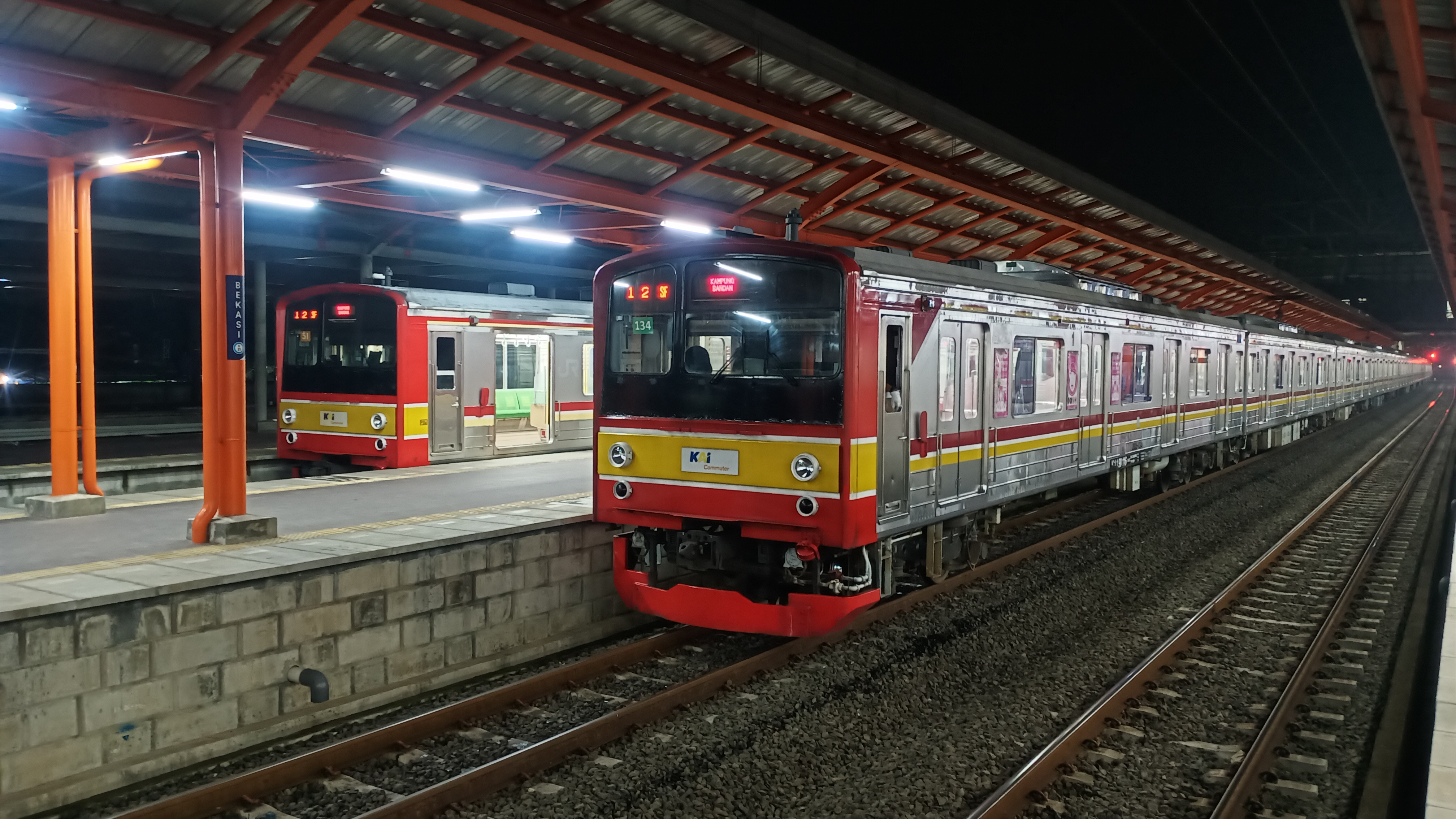
ブカシ駅に停車するSeri 205(元JR205系)

- Seri 8000(元 東急8000系電車)
- Seri 8500(元 東急8500系電車)
- Seri 7000(元 東京地下鉄7000系電車)
- Seri 1000(元 東葉高速鉄道1000形電車)
- Seri 103(元 JR東日本103系電車)
- Seri 05(元 東京地下鉄05系電車)
- Seri ED101 Rheostatik電車